# Apple Look Around
Apple Look Around est une technologie présentée dans Apple Plans qui permet la navigation virtuelle. Look Around permet à l'utilisateur de visualiser des images à 360° au niveau de la rue, avec des transitions fluides pendant la navigation. La fonctionnalité a été présentée avec iOS 13 lors de la conférence Apple Worldwide Developers en juin 2019. Elle a été rendue publique avec le déploiement d'iOS 13 en septembre 2019.

## Contexte

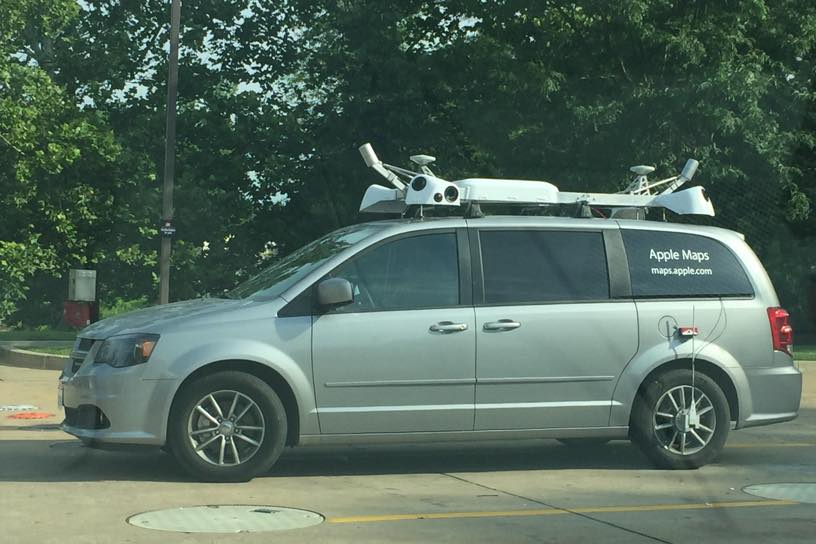
Un véhicule Apple Maps traversant Saint Charles (Missouri) en Juin 2015

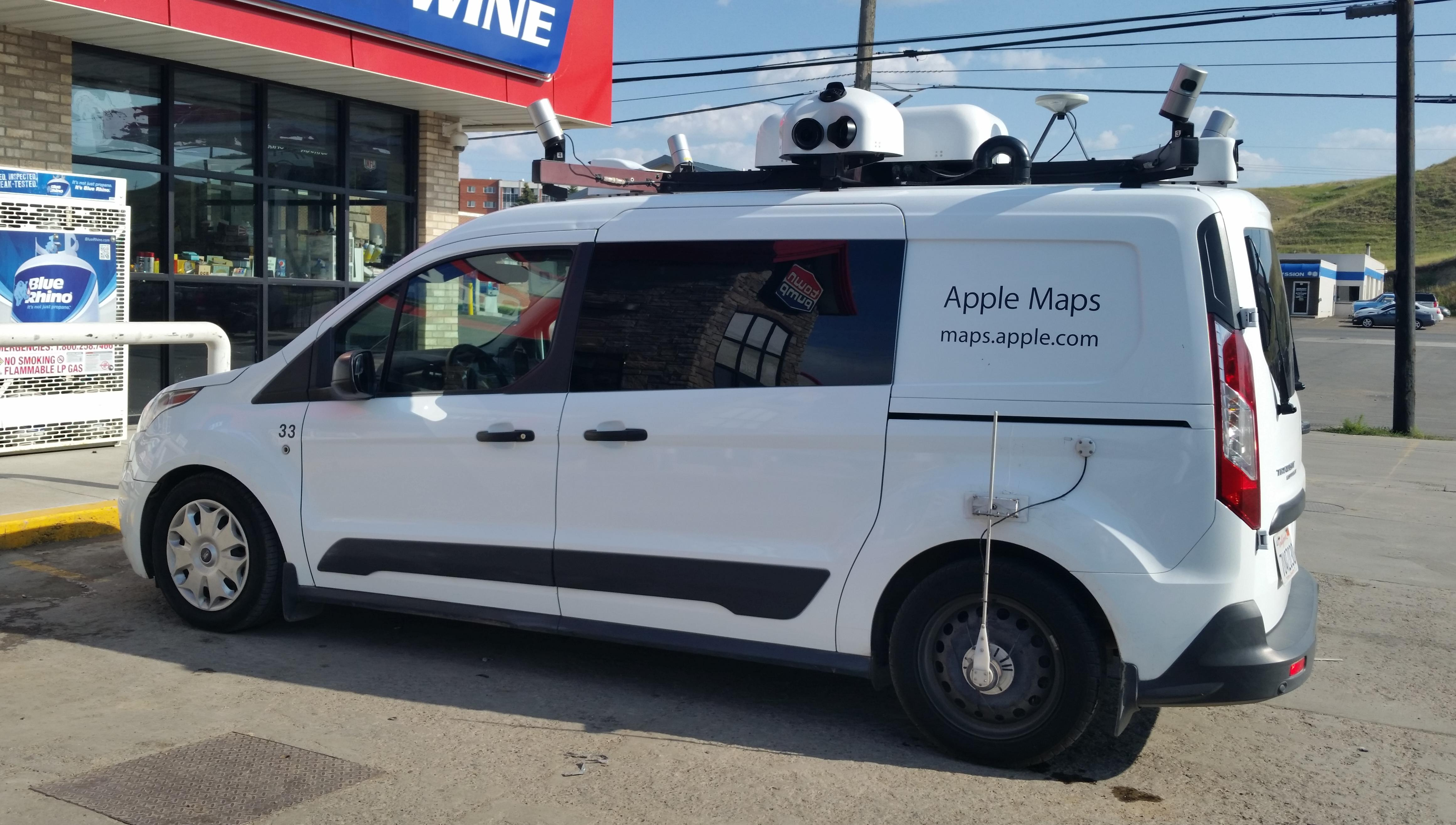
Un van Apple Maps à Havre (Montana) en Juillet 2018

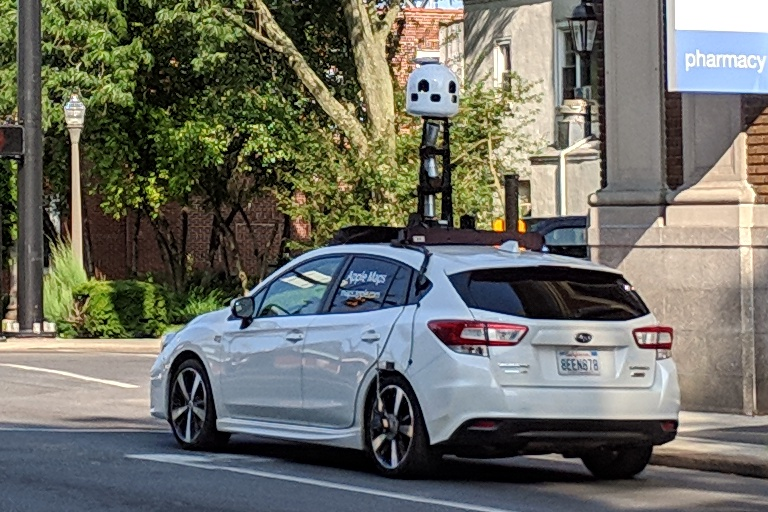
Une voiture Apple Maps près de Philadelphie en Juin 2019

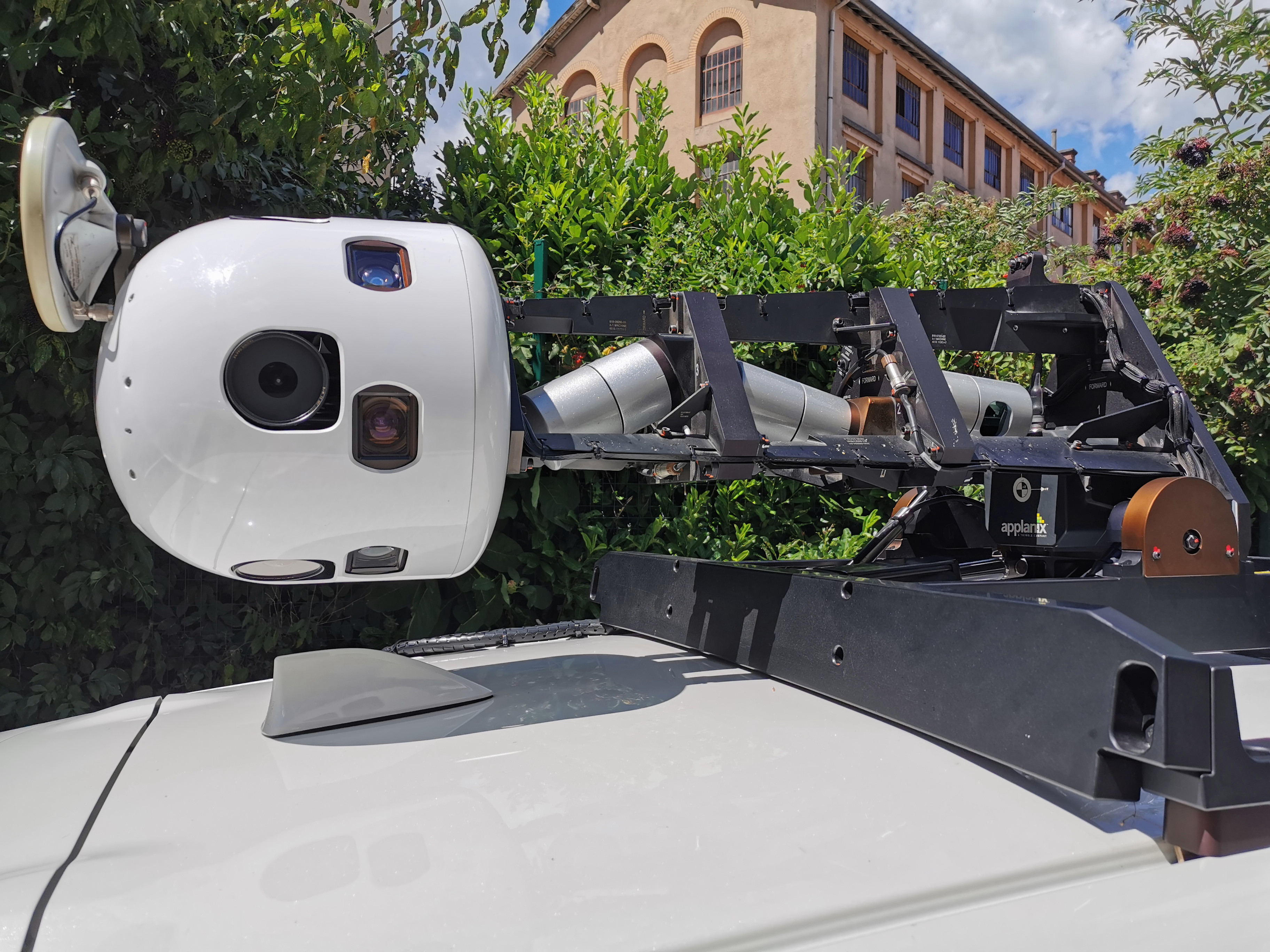
Dispositif de prise de vue d'une voiture Apple Maps à Grenoble en Juin 2020

Début 2015, des véhicules équipés de douze caméras et capteurs lidar ont été vus dans divers endroits aux États-Unis. Ces véhicules appartenaient à Apple. En juin 2015, Apple a déclaré sur son site Web que les véhicules collectaient des données pour améliorer Apple Maps. En outre, Apple a prétendu garantir la confidentialité en rendant les visages et les plaques d'immatriculation anonymes. En 2018, Apple a confirmé dans un article qu'il reconstruisait Apple Maps, avec les premiers résultats déployés en Californie.
En mai 2019, Apple a annoncé son intention de collecter des données pour Apple Maps au Canada.

## Chronologie des introductions

### 2019 & 2020
| #  | Date de sortie            | Principaux emplacements ajoutés                                              |
| -- | ------------------------- | ---------------------------------------------------------------------------- |
| 1  | Jeudi 19 septembre 2019   | Région de la baie de San Francisco, Santa Cruz, Las Vegas, Oahu (États-Unis) |
| 2  | Lundi 30 septembre 2019   | Los Angeles, New York (États-Unis)                                           |
| 3  | Lundi 18 novembre 2019    | Houston (États-Unis)                                                         |
| 4  | Mercredi 19 février 2020  | Boston, Philadelphie, Washington DC (États-Unis)                             |
| 5  | Lundi 20 avril 2020       | Chicago (États-Unis)                                                         |
| 6  | Lundi 29 Juin 2020        | Seattle (États-Unis)                                                         |
| 7  | Mardi 4 août 2020         | Tokyo, Kyoto, Nagoya, Osaka (Japon)                                          |
| 8  | Jeudi 1 octobre 2020      | Londres, Édimbourg (Royaume-Uni) Dublin (Irlande)                            |
| 9  | Mercredi 7 octobre 2020   | Phoenix (États-Unis)                                                         |
| 10 | Vendredi 4 décembre 2020  | Fukuoka, Hiroshima, Takamatsu (Japon)                                        |
| 11 | Jeudi 10 décembre 2020    | Canada (couverture complète)                                                 |
| 12 | Mercredi 16 décembre 2020 | Denver, Détroit, Miami (États-Unis)                                          |

### 2021
| # | Date de sortie          | Principaux emplacements ajoutés  |
| - | ----------------------- | -------------------------------- |
| 1 | Mercredi 3 février 2021 | San Diego, Portland (États-Unis) |
| 2 | Mercredi 12 mai 2021    | Atlanta (États-Unis)             |
| 3 | Mercredi 12 mai 2021    | Kanazawa, Sendai (Japon)         |

## Couverture
| Pays             | Région                             | Références |
| ---------------- | ---------------------------------- | ---------- |
| Allemagne        |                                    | [ 11 ]     |
| Andorre          |                                    | [ 12 ]     |
| Australie        |                                    | [ 13 ]     |
| Autriche         |                                    | [ 14 ]     |
| Belgique         | Bruxelles                          | [ 15 ]     |
| Belgique         | Flandre (Belgique)                 | [ 15 ]     |
| Belgique         | Wallonie                           | [ 15 ]     |
| Canada           | Alberta                            |            |
| Canada           | Colombie-Britannique               |            |
| Canada           | Île-du-Prince-Édouard              |            |
| Canada           | Manitoba                           |            |
| Canada           | Nouveau-Brunswick                  |            |
| Canada           | Nouvelle-Écosse                    |            |
| Canada           | Ontario                            |            |
| Canada           | Québec                             |            |
| Canada           | Saskatchewan                       |            |
| Canada           | Terre-Neuve-et-Labrador            |            |
| Croatie          |                                    | [ 14 ]     |
| Danemark         | Copenhague                         | [ 16 ]     |
| Espagne          |                                    | [ 17 ]     |
| États-Unis       | Boston                             |            |
| États-Unis       | Chicago                            |            |
| États-Unis       | Denver                             |            |
| États-Unis       | Détroit                            |            |
| États-Unis       | Houston                            |            |
| États-Unis       | Las Vegas                          |            |
| États-Unis       | Los Angeles                        |            |
| États-Unis       | Miami                              |            |
| États-Unis       | New York                           |            |
| États-Unis       | Oahu                               |            |
| États-Unis       | Philadelphie                       |            |
| États-Unis       | Phoenix                            |            |
| États-Unis       | Portland                           |            |
| États-Unis       | Région de la baie de San Francisco |            |
| États-Unis       | Santa Cruz                         |            |
| États-Unis       | San Diego                          |            |
| États-Unis       | Seattle                            |            |
| États-Unis       | Washington DC                      |            |
| Finlande         |                                    | [ 18 ]     |
| France           |                                    | [ 19 ]     |
| Grèce            | Athènes                            | [ 16 ]     |
| Hongrie          |                                    | [ 14 ]     |
| Irlande          | Dublin                             | [ 20 ]     |
| Italie           |                                    | [ 12 ]     |
| Israël           |                                    | [ 21 ]     |
| Japon            | Fukuoka                            | [ 22 ]     |
| Japon            | Hiroshima                          | [ 22 ]     |
| Japon            | Kyoto                              | [ 22 ]     |
| Japon            | Nagoya                             | [ 22 ]     |
| Japon            | Osaka                              | [ 22 ]     |
| Japon            | Takamatsu                          | [ 22 ]     |
| Japon            | Tokyo                              | [ 22 ]     |
| Liechtenstein    |                                    | [ 23 ]     |
| Luxembourg       |                                    | [ 23 ]     |
| Mexique          | Guadalajara                        |            |
| Mexique          | Mexico                             |            |
| Mexique          | Monterrey                          |            |
| Mexique          | Tijuana                            |            |
| Norvège          |                                    | [ 18 ]     |
| Nouvelle-Zélande |                                    | [ 21 ]     |
| Pays-Bas         |                                    | [ 15 ]     |
| Pologne          |                                    | [ 14 ]     |
| Portugal         |                                    | [ 17 ]     |
| Tchéquie         |                                    | [ 14 ]     |
| Royaume-Uni      | Berkshire                          | [ 24 ]     |
| Royaume-Uni      | Édimbourg                          | [ 24 ]     |
| Royaume-Uni      | Londres                            | [ 24 ]     |
| Royaume-Uni      | Manchester                         | [ 24 ]     |
| Royaume-Uni      | Staffordshire                      | [ 24 ]     |
| Royaume-Uni      | West Midlands                      | [ 24 ]     |
| Saint-Marin      |                                    | [ 12 ]     |
| Singapour        |                                    | ,          |
| Slovénie         |                                    | [ 14 ]     |
| Suède            |                                    | [ 18 ]     |
| Suisse           |                                    | [ 15 ]     |
| Taïwan           | Taichung                           |            |
| Taïwan           | Taipei                             |            |
| Thaïlande        | Bangkok                            |            |
| Thaïlande        | Chiang Mai                         |            |
| Thaïlande        | Chiang Rai                         |            |
| Thaïlande        | Pattaya                            |            |
| Thaïlande        | Phuket                             |            |
| Thaïlande        | Udon Thani                         |            |

## Capture d'images
Selon l'entreprise, les véhicules d'Apple ont parcouru les pays suivants : 
| Pays             | Emplacements des véhicules |
| ---------------- | --- |
| Allemagne        | Bade-Wurtemberg, Bavière, Berlin, Brandebourg, Brême, Hambourg, Hesse, Basse-Saxe, Mecklembourg-Poméranie-Occidentale, Rhénanie du Nord-Westphalie, Rhénanie-Palatinat, Sarre, Saxe, Saxe-Anhalt, Schleswig-Holstein, Thuringe                 |
| Andorre          | Andorre |
| Australie        | Adélaïde, Territoire de la capitale australienne, Darwin, Melbourne, Perth, Sydney, Tasmanie, Queensland |
| Autriche         | Burgenland, Carinthie, Basse-Autriche, Haute-Autriche, Salzbourg, Styrie, Tyrol, Vorarlberg, Wien |
| Belgique         | Bruxelles, Flandre (Belgique), Wallonie |
| Canada           | Alberta, Colombie-Britannique, Manitoba, Nouveau-Brunswick, Terre-Neuve-et-Labrador, Nouvelle-Écosse, Ontario, Île-du-Prince-Édouard, Québec, Saskatchewan                                                                                     |
| Croatie          | Comté de Split-Dalmatie, Comté de Sibenik-Knin |
| Espagne          | Andalousie, Catalogne, Communauté de Madrid, Communauté valencienne, Galice, Castille et León, Pays basque, Castille-La Manche, Îles Canaries, Région de Murcie, Aragon, Estrémadure, Îles Baléares, Asturies, Navarre, Cantabrie, La Rioja    |
| Finlande         | Uusimaa |
| France           | Auvergne-Rhône-Alpes, Bourgogne-Franche-Comté, Bretagne, Centre-Val de Loire, Corse, Grand Est, Hauts-de-France, Île-de-France, Normandie, Nouvelle-Aquitaine, Occitanie (région administrative), Pays de la Loire, Provence-Alpes-Côte d'Azur |
| Hong Kong        | |
| Hongrie          | |
| Irlande          | Carlow, Cavan, Clare, Cork, Donegal, Dublin, Galway, Kerry, Kildare, Kilkenny, Laois, Leitrim, Limerick, Longford, Louth, Mayo, Meath, Monaghan, Offaly, Roscommon, Silgo, Tipperary, Waterford, Westmeath, Wexford, Wicklow                   |
| Israël           | Zone centrale, Région de Haïfa, Région de Jérusalem, Zone nord, Zone sud, Région de Tel Aviv-Jaffa, Cisjordanie |
| Italie           | Abruzzes, Vallée d'Aoste, Pouilles, Basilicate, Calabre, Campanie, Émilie-Romagne, Frioul-Vénétie Julienne, Latium, Ligurie, Lombardie, Marches, Molise, Piémont, Sardaigne, Sicile, Trentin-Haut-Adige / Südtirol, Toscane, Ombrie, Vénétie   |
| Japon            | Préfecture Ibaraki, Préfecture Saitama, Préfecture Chiba, Tokyo, Préfecture Kanagawa, Préfecture Aichi, Préfecture Mie, Préfecture Shiga, Préfecture Kyoto, Préfecture Osaka, Préfecture Hyōgo, Préfecture Nara                                |
| Liechtenstein    | Liechtenstein |
| Luxembourg       | Luxembourg |
| Malte            | Malte |
| Monaco           | Monaco |
| Norvège          | Oslo |
| Nouvelle-Zélande | Auckland (région), Christchurch, Wellington |
| Pays-Bas         | Brabant-Septentrional |
| Pologne          | |
| Portugal         | Portugal continental |
| Royaume-Uni      | Gibraltar, Angleterre, Irlande du Nord, Écosse, Pays de Galles, îles Anglo-Normandes, île de Man |
| Saint-Marin      | Saint-Marin |
| Singapour        | Région centrale (Singapour), Région du nord-est (Singapour), Région de l'ouest (Singapour), Région du nord (Singapour), Région de l'est (Singapour)                                                                                            |
| Slovénie         | |
| Suède            | Comté de Skåne, comté de Stockholm, comté d'Uppsala, Malmö |
| Suisse           | |
| Taïwan           | |
| Tchéquie         | |
| États-Unis       | Couverture complète dans les 50 états américains |
| États-Unis       | Porto Rico |

## Voir également
- Google Street View
- Navigation Virtuelle